# Campionati italiani maschili assoluti di atletica leggera 1936
I XXVII campionati italiani assoluti di atletica leggera si svolsero presso lo stadio del Littoriale di Bologna il 28 e 29 giugno 1936. Furono assegnati diciotto titoli nazionali, tutti in ambito maschile. Le staffette si corsero invece il 4 ottobre a Parma, mentre la gara del decathlon ebbe luogo il 31 ottobre e 1º novembre ottobre a Bologna. Il titolo italiano della maratona fu assegnato l'11 giugno a Rovigo, mentre quello della marcia 50 km il 15 settembre.
Durante la manifestazione furono battuti due record italiani: Arturo Maffei migliorò quello del salto in lungo con la misura di 7,50 m, mentre Giorgio Oberweger scagliò il disco a una distanza di 50,317 m. Nelle gare di Parma, invece, la Pro Patria Milano batté il record italiano della staffetta 4×1500 metri con il tempo di 16'38"8.

## Risultati

### Le gare del 28-29 giugno a Bologna
| Specialità             | Oro                                                  | Prestazione | Argento                                             | Prestazione | Bronzo                                        | Prestazione |
| Corse                  |                                                      |             |                                                     |             |                                               |             |
| 100 m                  | Orazio Mariani Sport Club Italia                     | 10"8        | Tullio Gonnelli Virtus Bologna Sportiva             | 10"8        | Elio Ragni Sport Club Italia                  | n/d         |
| 200 m                  | Giancarlo Orio Fondazione Bentegodi Verona           | 22"7        | Gianvittorio Sculteschi GUF Genova                  | 22"9        | Bertoletti                                    | 23"2        |
| 400 m                  | Marsilio Rossi Pro Patria Milano                     | 49"2        | Otello Spampani Società Ginnastica Costantino Reyer | 49"5        | Angelo Ferrario Pro Patria Milano             | 49"9        |
| 800 m                  | Mario Lanzi Pro Patria Milano                        | 1'52"9      | Ildefonso Pieraccini ASSI Giglio Rosso              | 1'55"2      | Carlo Guasconi Dopolavoro ferroviario Milano  | 1'56"2      |
| 1500 m                 | Luigi Beccali Pro Patria Milano                      | 3'59"0      | Salvatore Mastroieni ASSI Giglio Rosso              | 4'01"4      | Fausto Castellini Cremona Sportiva            | 4'04"0      |
| 5000 m                 | Umberto Cerati GUF Milano                            | 15'26"0     | Alfonso Monari Virtus Bologna Sportiva              | 15'26"8     | Ugolini                                       | 15'50"4     |
| 10 000 m               | Giuseppe Beviacqua Fratellanza Ginnastica Savonese   | 31'35"8     | Romano Burlo Società Atletica Triestina             | 32'10"8     | Luigi Pellin Polisportiva Pietro Micca        | 32'22"4     |
| 110 m hs               | Gianni Caldana ASSI Giglio Rosso                     | 15"1        | Athos Francesconi Polisportiva Giordana Genova      | 16"0        | Giuseppe Russo GUF Roma                       | 16"1        |
| 400 m hs               | Luigi Facelli Società Ginnastica Costantino Reyer    | 53"8        | Emilio Mori Società Sportiva Parioli                | 54"8        | Umberto Ridi ASSI Giglio Rosso                | 55"3        |
| 3000 m siepi           | Giuseppe Lippi ASSI Giglio Rosso                     | 9'34"6      | Bruno Betti ASSI Giglio Rosso                       | 9'37"4      | Angelo Lucidi Club Sportivo Audace Roma       | 9'59"8      |
| Salti                  |                                                      |             |                                                     |             |                                               |             |
| Salto in alto          | Angelo Tommasi Fondazione Bentegodi Verona           | 1,88 m      | Renato Dotti Virtus Bologna Sportiva                | 1,85 m      | Haenni Borrini GUF Torino                     | 1,85 m      |
| Salto con l'asta       | Danilo Innocenti ASSI Giglio Rosso                   | 3,80 m      | Antonio Sarovich Gruppi Sportivi Fiamme Gialle      | 3,80 m      | Giambattista Boscutti Virtus Bologna Sportiva | 3,70 m      |
| Salto in lungo         | Arturo Maffei ASSI Giglio Rosso                      | 7,50 m      | Giuseppe Cuccotti GUF Roma                          | 7,28 m      | Guido Bologna GUF Torino                      | 7,05 m      |
| Salto triplo           | Francesco Tabai Unione Ginnastica Goriziana          | 14,48 m     | Franco Bini GUF Roma                                | 14,31 m     | Giovanni Oddo Fascio Giovanile Trapani        | 14,16 m     |
| Lanci                  |                                                      |             |                                                     |             |                                               |             |
| Getto del peso         | Gianni Reggio Dopolavoro Aziendale Marzotto Valdagno | 13,58 m     | Cesare Garulli Virtus Bologna Sportiva              | 13,52 m     | Giorgio Galassi Società Atletica Triestina    | 13,47 m     |
| Lancio del disco       | Giorgio Oberweger Virtus Bologna Sportiva            | 50,317 m    | Ruggero Biancani Virtus Bologna Sportiva            | 43,12 m     | Luigi Ponzoni La Fratellanza 1874             | 42,82 m     |
| Lancio del martello    | Giovanni Cantagalli La Fratellanza 1874              | 48,76 m     | Fernando Vandelli La Fratellanza 1874               | 46,53 m     | Armando Poggioli La Fratellanza 1874          | 45,54 m     |
| Lancio del giavellotto | Mario Agosti Associazione Sportiva Udinese           | 63,06 m     | Luigi Spazzali Unione Ginnastica Goriziana          | 55,49 m     | Elio Rossi ASSI Giglio Rosso                  | 53,26 m     |

### La maratona dell'11 giugno a Rovigo
| Specialità | Oro                                        | Prestazione | Argento                                     | Prestazione | Bronzo                                | Prestazione |
| Maratona   | Giannino Bulzone Club Sportivo Audace Roma | 2h43'35"2   | Giovanni Furlan Unione Ginnastica Goriziana | 2h50'38"8   | Aurelio Genghini Dopolavoro ATAG Roma | 2h51'33"6   |

### La marcia 50 km del 15 settembre
| Specialità   | Oro                            | Prestazione | Argento | Prestazione | Bronzo | Prestazione |
| Marcia 50 km | Ettore Rivolta Battisti Milano | 4h36'29"0   |         |             |        |             |

### Le staffette del 4 ottobre a Parma
| Specialità         | Oro                                                                                  | Prestazione | Argento                                                                                  | Prestazione | Bronzo            | Prestazione |
| Staffetta 4×100 m  | Sport Club Italia Elio Ragni Leonida Bertoletti Ezio Bertoletti Orazio Mariani       | 42"2 =      | ASSI Giglio Rosso Cervellini Righi Arturo Maffei Gianni Caldana                          | 42"5        | GUF Roma          | 43"8        |
| Staffetta 4×400 m  | Pro Patria Milano Giuseppe Raddrizzani Angelo Ferrario Giovanni Turba Marsilio Rossi | 3'22"6      | Polisportiva Giordana Genova Bianchetti Zarabini Carpigiano Barinetti                    | 3'28"6      | ASSI Giglio Rosso | n/d         |
| Staffetta 4×1500 m | Pro Patria Milano Mario Bellini Giovanni Santi Mario Lanzi Luigi Beccali             | 16'38"8     | Polisportiva Giordana Genova Francesco Malachina Petrone Alfredo Lazzerini Mario Martini | 17'01"5     | ASSI Giglio Rosso | 17'03"2     |

### Il decathlon del 31 ottobre-1º novembre a Bologna
| Specialità | Oro                                  | Prestazione | Argento                        | Prestazione | Bronzo                                         | Prestazione |
| Decathlon  | Emilio Mori Società Sportiva Parioli | 5697 p.     | Umberto Ridi ASSI Giglio Rosso | 5188 p.     | Gervasio Bastino 1ª legione ferroviaria Torino | 4941 p.     |